# Miloš Kulich
Miloš Kulich (* 17. srpna 1960) je bývalý československý basketbalista, účastník Mistrovství Evropy juniorů 1978.
Jeho basketbalová ligová kariéra je spojena s klubem RH Pardubice, kde v československé basketbalové lize hrál patnáct sezón (1978-1993), byl mistrem Československa 1984, vicemistrem 1983 a má jedno třetí místo (1985). V historické střelecké tabulce basketbalové ligy Československa (od sezóny 1962/63 do 1992/93) je na 23. místě s počtem 5189 bodů,  v české basketbalové lize zaznamenal dalších 900 bodů, celkem tedy 6089 bodů a získal stříbrnou medaili za 2. místo v roce 1994.
S týmem RH / SKP BHC Pardubice se zúčastnil 4 ročníků evropských klubových pohárů v basketbale a to Poháru evropských mistrů 1985 - vyřazení v 1. kole tureckým Efes Pilsen SK Istanbul, FIBA Poháru vítězů pohárů 1984 s účastí ve čtvrtfinálové skupině, FIBA Poháru Korač 1994 - vyřazení v 1. kole makedonským KK MZT Skopje a ve FIBA European Cup 1995 kde byli vyřazeni v 1. kole rakouským UKJ SÜBA Basketball St. Pölten.
Za reprezentační družstvo Československa mužů v letech 1983-1988 odehrál 30 zápasů. Dále hrál za Československo na Mistrovství Evropy v basketbale juniorů 1978 v Itálii (7. místo).

## Hráčská kariéra

### Hráč klubu
- 1978-1993 RH Pardubice: mistr Československa (1984), vicemistr (1983), 3. místo (1985), 2x 4. místo (1981, 1986), 2x 5. místo (1982, 1988), 2x 6. místo (1979, 1991), 2x 8. místo (1980, 1990), 2x 9. místo (1989, 1992), 10. místo (1987), 15. místo (1993)
- V československé basketbalové lize celkem 15 sezón, 5189 bodů (23. místo) a 3 medailová umístění.
- 1993-1996 BHC SKP Pardubice - vicemistr (1994), 5. místo (1995), 2x 7. místo (1993, 1996)

Evropské poháry klubů
- Pohár evropských mistrů - 1985 (2 zápasy) 1. kolo: Efes Pilsen SK Istanbul, Turecko (72-77, 62-80).
- Pohár vítězů pohárů - 1984 (10 zápasů) 4. místo ve čtvrtfinálové skupině B: US Scavolini Victoria Libertas Pesaro, Itálie (104-102, 75-98), Real Madrid (67-93, 62-113), Panathinaikos BC Athény, Řecko (94-82, 78-91)
- FIBA Pohár Korač - 1994 (2 zápasy/ 21p) 1. kolo KK MZT Skopje, Makedonie (97-82, 81-111) - Miloš Kulich (31 bodů /2 zápasy)
- FIBA European Cup - 1995 (2 zápasy) 1. kolo: UKJ SÜBA Basketball St. Pölten, Rakousko (71-76, 86-89) - Miloš Kulich (13 bodů /1 zápas)

### Československo
- Za reprezentační družstvo Československa v letech 1983-1988 hrál celkem 30 zápasů
- Mistrovství Evropy v basketbale juniorů 1978 Roseto, Itálie (52 bodů /7 zápasů) 7. místo